# Sarah Main
Sarah Main (...) è una disc jockey australiana.
È la resident superstar di una delle più famose discoteche del mondo, il Pacha, e viaggia regolarmente in tutto il mondo per suonare musica house. Conduce un programma sulla radio Britannica Galaxy FM.
È inoltre la prima DJ donna ad essere passata da un'artista di successo in Australia a una DJ di fama mondiale.

## Gli esordi
Sarah iniziò a lavorare alla discoteca Byblos di Sydney e successivamente in altri club della città nel 1995. Già nel 2001 conquistò l'Australia, avendo suonato in tutte le discoteche più famose di Sydney (Home, Soho, Kink, Sounds), e avendo viaggiato in tutto il paese, suonando in numerosi locali e festival e avendo condotto due programmi radiofonici di successo su Rhythm FM e New Wave FM.

## Pacha Ibiza
Sarah in un'intervista ha detto: "La prima volta che entrai al Pacha mi sentii immediatamente a casa e capii subito che questo era il posto dove volevo suonare".
Nell'estate del 2000 Sarah giunse ad Ibiza per la prima volta, lavorando al negozio di dischi del Pacha. Un lavoro che le permetteva di suonare dove capitava nei locali dell'isola. La prima volta che Sarah fu invitata a suonare al Pacha fu durante l'"Australian Party" nella "Global Room" del Pacha. Difatti la "Global Room" inizialmente significava che ogni settimana si teneva una festa legata a un paese differente. Nel 2000 Sarah suonò una seconda volta al Pacha, per rimpiazzare la DJ Smokin Jo: serviva una DJ donna e quindi fu chiamata Sarah.
Alla fine dell'estate Sarah perse il volo che l'avrebbe riportata in Australia e non aveva i soldi per comprare un secondo biglietto. Allora al Pacha le proposero di fare altre serate in modo da guadagnare il necessario per ritornare a casa.
Sarah rimase tutto l'inverno ad Ibiza e nel 2001 lo stile, l'ambizione, la bravura nel mixare e soprattutto il suo incredibile gusto per la musica house la fecero diventare la DJ resident al Pacha di Ibiza (discoteca che nel 2002 è stata nominata il migliore locale notturno del mondo).
Da quel momento in poi Sarah ha continuato a collezionare successi. È riverita per i suoi set settimanali al Pacha di Ibiza e DJ come Erick Morillo e Pete Tong l'hanno definita "migliore DJ warm up" nella rivista "DJmag".
Sarah ha anche ricevuto due nomination ai DJ Awards come "migliore DJ di Ibiza" nel 2004 e "migliore nuova entrata" nel 2005, prima di essere incoronata "migliore DJ di Ibiza" ("Best Ibiza DJ") nel 2006.
Il 2005 ha regalato a Sarah una residenza settimanale assieme a Pete Tong, alla serata chiamata Pure Pacha. La serata dà anche il nome a una compilation, "Pure Pacha". Nel 2007 è uscita "Pure Pacha volume 3", mixata appunto da Pete Tong e Sarah Main.
Le compilation "Pure Pacha" hanno ricevuto molte recensioni positive, tra cui "Compilation del mese" secondo la rivista Mixmag nel 2005.
Sarah ha anche mixato numerose altre compilation, tra cui "Pacha Ibiza Winter Sessions", "Pacha Japan" and "Ibiza World Tour".

## La DJ
Sarah sta diventando una delle più conosciute "female DJs" del mondo. Ha suonato in oltre 30 paesi diversi e in ogni continente.
Non solo la musica di Sarah rappresenta appieno il sound del Pacha, ma anche la sua figura e il suo stile. Infatti è raffinata e glamorous (due aggettivi che caratterizzano appieno il Pacha). Sarah è stata oggetto di numerose campagne pubblicitarie dal fotografo Tony Riera.
È stata sulle copertine di numerose riviste musicali, in particolare sulla cover di Pacha Magazine assieme a Smokin Jo e Tania Vulcano e su quella di M8, rivista britannica.
Ha anche recitato il ruolo di se stessa nel film It's All Gone Pete Tong, assieme a Carl Cox, Paul van Dyk e Tiësto, per citarne alcuni.
A giugno del 2006 iniziò a presentare il suo programma in radio dedicato al Pacha sulla radio Inglese Galaxy FM. Fu un programma di molto successo, con ascolti attorno alle 300.000 persone alla settimana: sicuramente un buon risultato nella carriera di Sarah Main.
Nel Settembre 2010 ha iniziato a lavorare a un nuovo progetto radiofonico molto più ampio. Ha lanciato il suo nuovo programma settimanale, chiamato "MAINroom". Il programma è distribuito in tutto il mondo e in Italia su m2o. Lo show è anche un podcast su iTunes e dal Gennaio 2011 è nell'intrattenimento a bordo dei voli Emirates.

## Il futuro
Sarah si sta concentrando sulla produzione musicale. Ha già ultimato alcuni remix e prodotto brani che però sono usciti solo in alcune compilation, ma non come singoli.
"Mixare è una cosa, fare la DJ è un'arte", così Sarah definisce il suo mestiere: e spera di continuare a proporre il suo sound innovativo in tutto il mondo.

## Discografia

### Remix e Singoli
- 2007: Matteo Esse feat. Corrina Joseph - Funk [Sarah Main remix]
- 2007: Sarah Main - Wasn't Me (brano incluso nella compilation "Sexy Summer House")
- 2007: Sarah Main & The Cardinal Richelieu - One For All (brano incluso nella compilation "Pure Pacha Volume 3")
- 2012: Sarah Main Feat Lucia Cassini - Balla Concetta

### Compilation
- 2004: Ibiza World Tour Volume 4
- 2005: Pure Pacha Volume 1
- 2005: Pacha Ibiza Winter Sessions Volume 5
- 2006: Pure Pacha Volume 2
- 2006: Pacha Japan
- 2007: Sexy Summer House
- 2007: Pure Pacha Volume 3
- 2008: Pacha Workout

## Discoteche
Sarah Main ha suonato - e suona regolarmente - in queste prestigiose discoteche del mondo:
- Pacha (Ibiza)
- Pacha (Londra)
- Pacha (New York)
- Cross (Londra)
- Zouk (Singapore)
- Creamfields (Liverpool)
- La Rocca (Belgio)
- Trilogy (Dubai)

## Riconoscimenti
- 2006 - Best Ibiza DJ (migliore DJ di Ibiza)